# Donald Killeen
Donald Killeen (14 settembre 1923 – Framingham, 13 maggio 1972) è stato un mafioso statunitense, di origini irlandesi.
Killeen controllava un'attività criminale presso Boston, Massachusetts, nell'area meridionale, durante gli anni sessanta. La sua organizzazione incluse gangster come Whitey Bulger e Billy O'Sullivan. Prese parte in una guerra di periferia contro la Mullen Gang, sempre nella Boston meridionale, dopodiché fu ucciso a Framingham, Massachusetts, il 13 maggio 1972, da parte di Bulger. Nell'omicidio vi sono anche come complici Patrick Nee e Paul McGonagle, anch'essi rivali sia di Killeen che di Bulger.